# 14. ožujka
14. ožujka (14. 3.) 73. je dan godine po gregorijanskom kalendaru (74. u prijestupnoj godini).
Do kraja godine imaju još 292 dana.

## Događaji
- 1835. – u Danici objavljena pjesma Antuna Mihanovića Horvatska domovina koja je kasnije postala hrvatskom himnom.
- 1960. – Sastav The Silver Beats (kasnije poznati kao The Beatlesi), sudjeluju na audiciji za sviranje u klubu 'The Latham' u Liverpoolu.

| - 1681. – Georg Philipp Telemann, njemački skladatelj († 1767.) - 1853. – Ferdinand Hodler, švicarski slikar († 1918.) - 1866. – Aleksej Troicki, ruski šahovski teoretičar († 1942.) - 1873. – Rudolf Horvat, hrvatski povjesničar, književnik i političar. († 1947.) - 1879. – Albert Einstein, njemački teorijski fizičar († 1955.) - 1933. – Quincy Jones, američki glazbeni producent († 2024.) - 1947. – Billy Crystal, američki glumac i komičar - 1952. – Ana Bešenić, hrvatska pjesnica i autorica romana († 2012.) - 1961. – Branko Borković, hrvatski vojni zapovjednik - 1982. – Marija Selak Raspudić, hrvatska filozofkinja, bioetičarka i političarka | - 1803. – Friedrich Gottlieb Klopstock, njemački književnik (* 1724.) - 1883. – Karl Marx, njemački filozof i revolucionar (* 1818.) - 1888. – Giacomo Cusmano, talijanski blaženik (* 1834.) - 1908. – Lester Allan Pelton, američki izumitelj (* 1829.) - 1961. – Akiba Rubinstein, poljski šahist (* 1880.) - 1974. – Mato Lovrak, hrvatski književnik (* 1899.) - 1997. – Fred Zinnemann, američki filmski redatelj (* 1907.) - 2018. – Stephen Hawking, britanski fizičar (* 1942.) - 2018. – Petar Stipetić, hrvatski general (* 1937.) |

## Blagdani i spomendani
- Dan grada Vrbovskog
- Dan broja pi

## Imendani
- Matilda